# Fell póni
A fell póni egy póniló fajta, amely Angliából, Kelet-Penninenből származik, Cumbrian vidékéről. Genetikai öröksége a Dales pónilóéval azonos, ezért sok közös vonás van bennük, de mégsem egyformák. A fell póni a hegyvidékek és mocsaras területek lova, nehéz terepen is könnyedén halad. Úgy tartják, hogy egy hatodik érzékkel rendelkezik, hogy a sziklás terepen is biztonsággal tud haladni. 

## Története
Az angol farmokon szükség volt egy olyan nagy munkabírású lóra, mellyel az összes ház körüli és szántóföldi munkát el tudják végezni. Kocsi és  szánhúzáshoz, földmunkákhoz, és málháslóként, egyaránt használható lovat tenyésztettek ki az angol vadló a Fríz ló közreműködésével. A legnagyobb hatást a szigetvilág primitív lova a galloway gyakorolta a fajtára. Az eredmény egy hegyvidéki környezetben is könnyen mozgó, de nagy teherbírású lófajta lett. A fajta tenyésztése 1916-ban kezdődött, hogy a hegyvidéki póni eredeti tulajdonságait fenntartsák. Az alacsony egyedszám miatt 1945-ben elindítottak egy tenyészprogramot, a Fell Pony Társaság (The Fell Pony Society) keretén belül, amely 1970-ben ért véget. Ez alatt bevezették a törzskönyvezést, jelenleg minden fell pónit nyilvántartanak. A The Fell Pony Society védnöke II. Erzsébet brit királynő.

## Jellemzői
Igénytelen, szívós fajta, nagy állóképességű, könnyed és ruganyos léptű. Feje széles homlokú, arányos, orra hegyes, tágult orrcimpákkal, a füle kicsi és formás. Lapockája erős, marja nem kifejezett, mellkasa elég dongás. Lábai rövidek, izmosak, erős csontozatúak, sörénye hosszú, bokaszőre selymes, patái rendkívül erősek, jól formázottak, kerekek. Fara izmos, mérsékelten barázdált. Marmagassága bottal mérve 137–142 cm körül van, övmérete 170 cm, szárkörmérete 18 cm, súlya 350 kg körüli. Színezete főként fekete vagy sötét gesztenyepej, pej. A fajtára jellemző még a nagy lépésbiztonság, vezetőlónak kiválóan alkalmas. Könnyen kezelhető, bátor, kitartó ló.

## Hasznosítása
Hátas és fogatlóként, újabban terápiás lovaglás céljára hasznosítják. Hegyi utazásokra kiválóan alkalmas, ezért az idegenforgalom szívesen alkalmazza.